# Litoria citropa
Litoria citropa är en groddjursart som först beskrevs av Johann Jakob von Tschudi 1838.  Litoria citropa ingår i släktet Litoria och familjen lövgrodor. IUCN kategoriserar arten globalt som livskraftig. Inga underarter finns listade i Catalogue of Life.